# Sviny, Žďár nad Sázavou
Sviny là một làng thuộc huyện Žďár nad Sázavou, vùng Vysočina, Cộng hòa Séc.